# Саламія

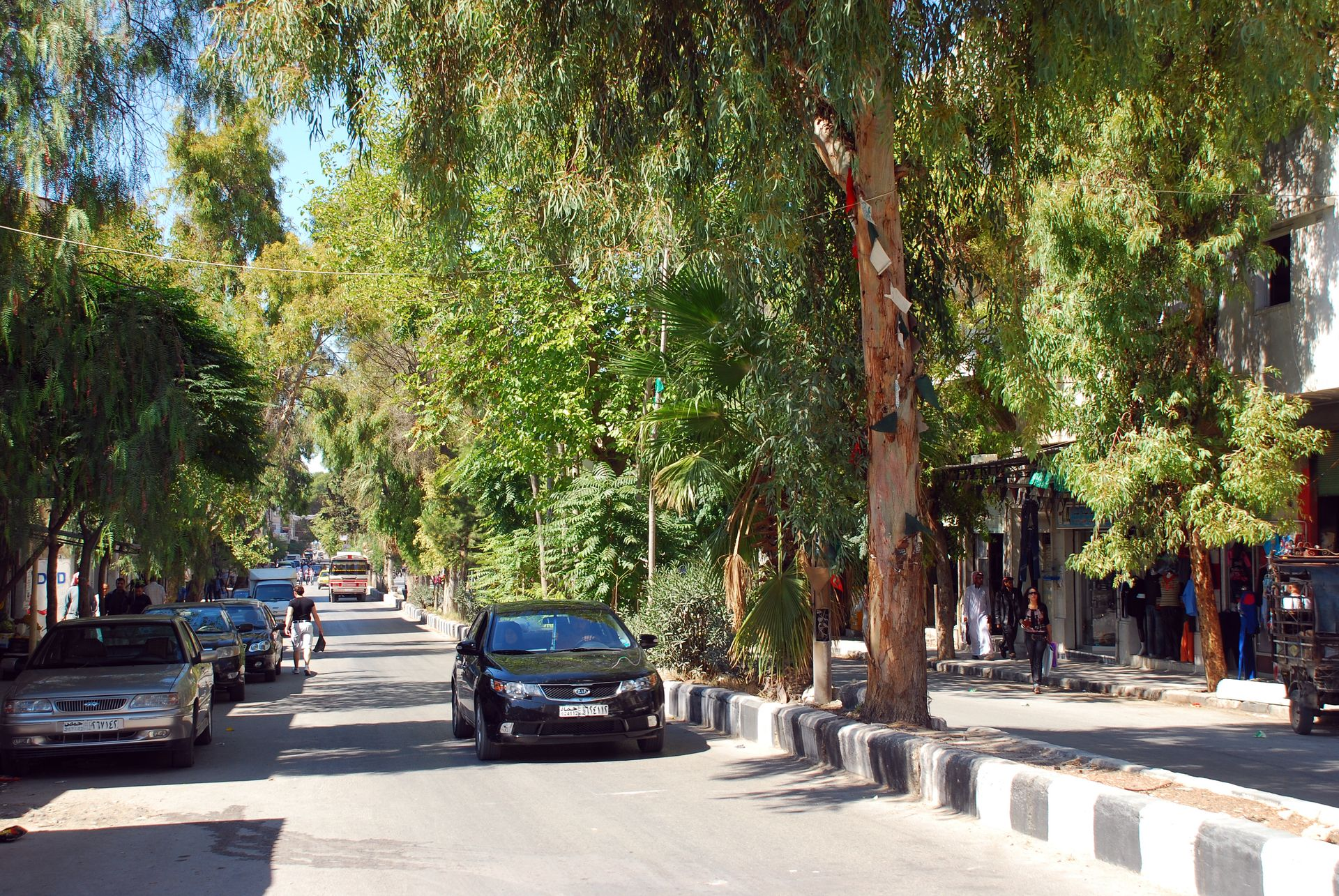
Один з кварталів Саламії

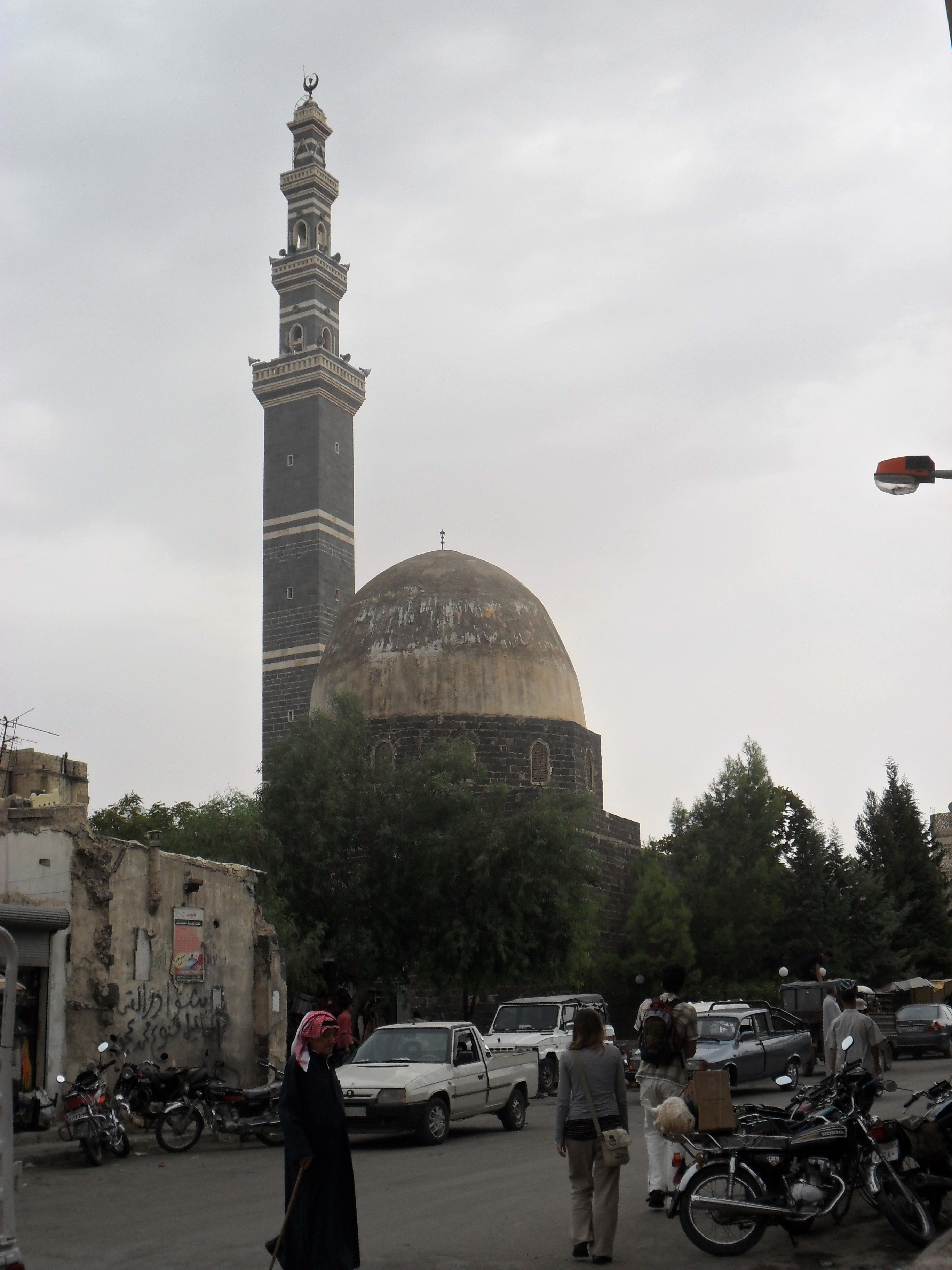
Одна з міських мечетей

Саламія (араб. سلمية) — місто на заході Сирії, розташоване на території мухафази Хама. Друге за чисельністю населення місто мухафази.

## Географія
Місто розташоване в південній частині мухафази, на висоті 187 метрів над рівнем моря. 

Саламія розташована на перетині кількох великих автомагістралей, на відстані приблизно 27 кілометрів на південний схід від Хами, адміністративного центру провінції, та на відстані 177 кілометрів на північний північний схід (NNE) від Дамаска, столиці країни. Найближчий аеропорт — Міжнародний аеропорт Алеппо..

## Демографія
За даними останнього офіційного перепису за 1981 рік, населення становило 35 909 осіб.
Динаміка чисельності населення міста по роках:
| 1960   | 1970   | 1981   | 2003   | 2013   |
| ------ | ------ | ------ | ------ | ------ |
| 15 284 | 21 677 | 35 909 | 87 732 | 110683 |

## Історія
Місто відоме з глибокої давнини. Імовірно, першими його мешканцями були шумери (3000 рік до н. е..). Пізніше, змінюючи один одного, Саламією володіли аморитські племена, арамеї та набатеї. Пізніше царі Емеси правили в місті як представники Риму. За їхнім наказом було споруджено фортецю Шмеміс, що розташована за 7 км на північний захід від міста. 

У часи Візантійської імперії місто було центром архієпископства. У ході Ірано-візантійської війни (602—628), Саламія була зруйнована військами шахіншаха Хосрова II і відновлена вже в період після Арабського завоювання. 

Місто зіграло важливу роль в історії становлення ісмаїлізму. Звідси прямували місіонери в Центральну Азію та Північну Африку. Тут 893 року народився аль-Каїм (934—946), другий халіф династії Фатимидів.
903 року місто було знову зруйноване жителями міста Кармати, з яким Саламія певний час ворогувала. 

Під час монгольського вторгнення до Сирії, 1260 року, ісмаїліти покинули Салам, сховавшись у довколишніх горах. Невелике поселення, що залишилося після цих подій, проіснувало аж до періоду османського панування в регіоні та згодом було повністю покинуте. 

1849 року місце, де колись знаходилося місто, знову почали обживати переселенці-ісмаїліти. 1879 року в околицях міста оселилися черкеси-мухаджири. На північ від Саламії ними були засновані три села. 1883 року місто стало центром кази (адміністративної одиниці третього рівня в Османської імперії). 

1946 року Саламія стала частиною незалежної Сирії.

## Визначні місця
- Турецькі лазні унікальної архітектури епохи Аюбідів.
- Замок греко-римського походження.
- Міські мури, перебудловані за часів правління Зенгі.
- Мечеть аль-Імам Ісмаїл, споруджена на фундаментах грецького храму Зевса.
- Залишки римських каналів, що використовувалися для зрошення сільськогосподарських угідь.

## Економіка
Саламія — важливий центр харчової промисловості країни. На прилеглих полях культивуються зернові культури та бавовник. Розвинене вівчарство.

## Цікаві факти
У місті був похований принц Алі Салман Ага-хан (1911—1960), батько духовного лідера ісмаїлітів-низарітів принца Каріма Ага-хана IV.

## Персоналії
- Абу'л-Касім Мухаммад ібн аль-Махді (893—946) — ісмаїлітський халіф у 934—946 роках.